# Molho para molhar

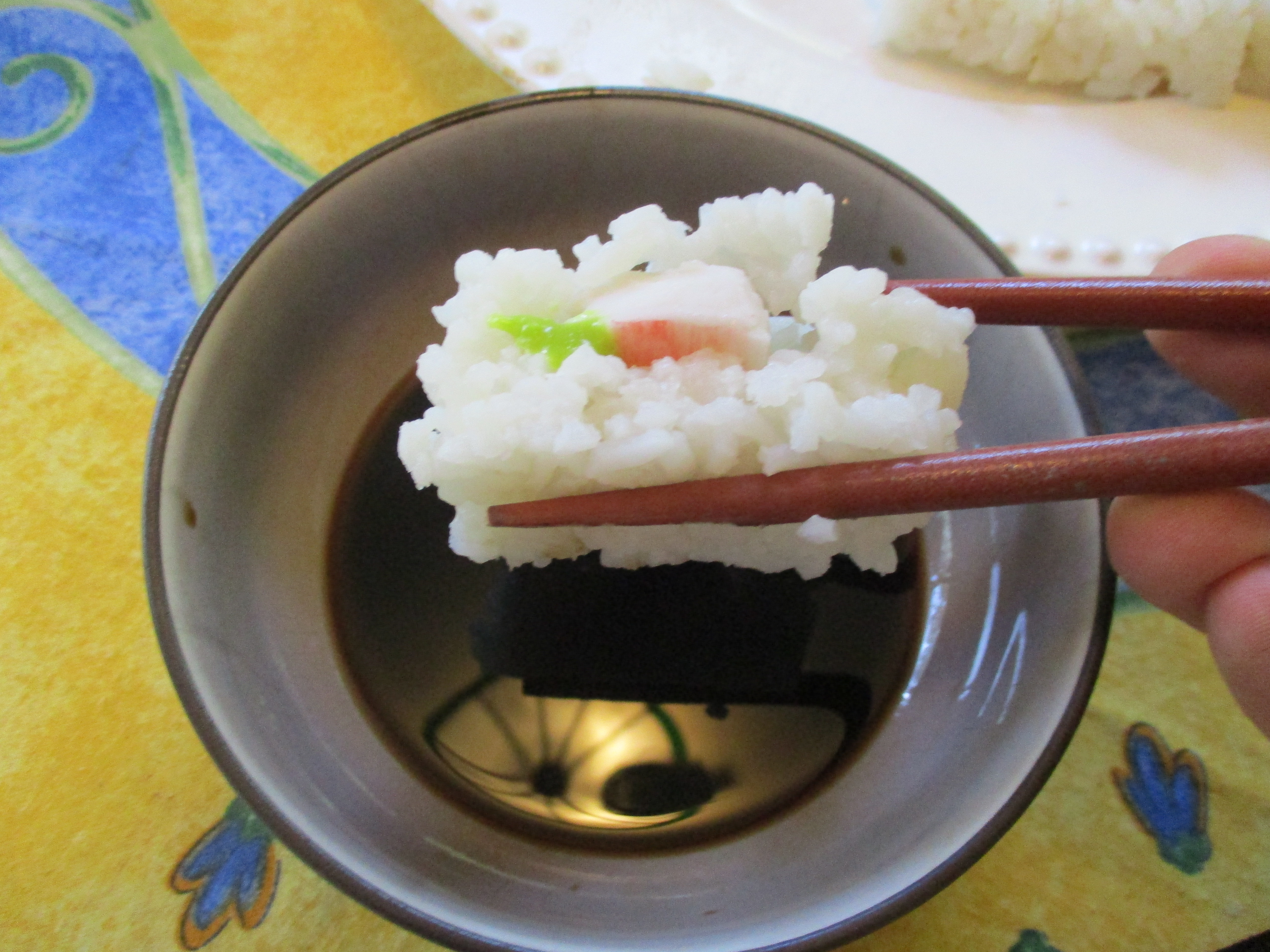
Na culinária japonesa, o molho de soja é um acompanhamento típico para mergulhar pedaços de sushi.

Molho para molhar, molho de acompanhamento ou molho de mesa, também chamado de molho para mergulhar  ou dip  (em inglês, dip) é um tipo de molho que é servido como guarnição de um prato e é usado um molho um alimento geralmente mais sólido nele.  Isso o diferencia dos molhos para cozinhar, que são adicionados durante o processo de cozimento, e dos molhos para regar ou cobrir, que são despejados sobre o prato pouco antes de servir. Alguns molhos que acompanham também podem ser espalhados.
Os molhos para molhar são geralmente servidos junto com o prato em uma tigela pequena separada, ou no mesmo prato, ou (particularmente na fast food) em sacos de dose única.
Algumas receitas não são concebidas sem o seu correspondente molho para molhar, seja por um costume padronizado ou porque foram concebidas assim, como os nachos e o guacamole, o sushi e a molho de soja, o cocktail e a molho cocktail, o tentsuyu para tempura, a fondue ou o au jus.

## Lista de molhos
- Ajvar (gastronomia sérvia), feita com pimenta e alho.
- Au jus (gastronomia francesa), prato acompanhado de um molho espesso.
- Baba ganush (gastronomia levantina), molho de beringela.
- Guacamole (gastronomia mexicana)
- Ketchup (gastronomia global)
- Maionese (gastronomia espanhola)
- Mostarda (várias gastronomias)
- Romesco (gastronomia espanhola)
- Molho de soja (gastronomia asiática)
- Sriracha (gastronomia tailandesa)
- Tentsuyu (gastronomia japonesa)
- Tzatziki (gastronomia grega)
- Cheddar (gastronomia inglesa)
- Churrasco (gastronomia americana)